# Amherst (Nouvelle-Écosse)
Pour les articles homonymes, voir Amherst.
Amherst est une ville du comté de Cumberland, dans la province de la Nouvelle-Écosse, au Canada.
Elle est située à 194 kilomètres de Halifax, à 3 km de la frontière du Nouveau-Brunswick et à 60 km du pont de la Confédération, ce qui en fait une ville centrale au sein des Provinces maritimes.

## Histoire

### Période autochtone
Selon le Dr Graham P. Hennessey, le nom micmac original serait Nemcheboogwek, ce qui signifie « montée de terre ».

### Période acadienne
C'est en 1672 que les premiers Acadiens arrivent et nomment la région Beaubassin. En raison des divergences entre les cartes anciennes, certains villages sont difficilement identifiables. Le village de La Butte se trouvait dans le sud de la ville actuelle, près de l'autoroute. La Planche se trouvait quelque part au nord-est de la ville, probablement près d'Amherst Est ou Tyndal Road. Beaubassin est fondé en 1671 mais incendié en 1750; ses habitants se rendent dans la vallée du fleuve Saint-Jean et au bord de la baie des Chaleurs.

### Après le Grand Dérangement
Après l'expulsion des Acadiens, la région fut à nouveau colonisée en 1764 par des immigrants venus du Yorkshire, puis par des loyalistes britanniques durant la révolution américaine. L'établissement original se trouvait alors à trois kilomètres au sud-ouest de la ville actuelle, sur les rives de la baie de Fundy. C'est lorsqu'un moulin fut construit sur le site actuel que les habitants vinrent d'y établir afin d'être plus près de leur lieu de travail.
Il a été appelé Amherst par le colonel Joseph Morse, premier colon à s'établir sur le territoire, en l'honneur du seigneur Jeffrey Amherst, commandant des forces britanniques en Amérique.
Vers la fin des années 1870, Amherst a beaucoup connu l'industrialisation, lors de la construction du chemin de fer intercolonial, et ce jusqu'à la Première Guerre mondiale. Des fonderies, des usines et de nombreux moulins se sont bientôt ouverts, et la ville fut bientôt surnommée « Amherst occupée ».
Les industriels et les entrepreneurs locaux ont construit beaucoup de belles maisons victoriennes et édouardiennes le long de la rue de Victoria est menant vers le hameau d'East Amherst (en)
Beaucoup de notables ont vécu dans ce quartier, y compris sir Charles Tupper ; et le sénateur Thomas R. Black.
Quatre pères de la Confédération sont venus d'Amherst : Edward B. Chandler, Robert B. Dickey (en), Jonathan McCully, and Charles Tupper.
La prospérité d'Amherst ne durera pas : les politiques économiques du gouvernement fédéral et des gouvernements provinciaux sont un échec dans la conjecture de la Première Guerre mondiale. L'économie industrielle de la ville tombe lentement en déclin pendant les années 1910, alors que la grève générale d'Amherst provoque le malaise et la colère des ouvriers.
La fermeture de compagnies telles que Robb Engineering & Manufacturing (en) et Canada Car and Foundry (en) mène la résignation et à l'abandon des rêves. Au XXe siècle, d'autres centres de fabrication sont toutefois construits. Pendant les années 1960, un parc industriel est par exemple bâti à Amherst au moment où la route transcanadienne se développe. Aujourd'hui la majorité des principaux employeurs de la ville y sont situés, for example IMP Aerostructures.
Amherst a accueilli un centre de détention de prisonniers de guerre pendant la Première Guerre mondiale, et le révolutionnaire russe Léon Trotsky a été incarcéré là pendant plusieurs mois après avoir été arrêté à Halifax en avril 1917.
Pendant la Seconde Guerre mondiale, la Marine royale canadienne a baptisé le navire NCSM Amherst en l'honneur de la ville.
La gare d'Amherst est desservie par le train L'Océan de Via Rail Canada. La ville est également desservie par les autocars des Acadian Lines.

## Démographie
| 2001  | 2006  | 2011  | 2016  |
| ----- | ----- | ----- | ----- |
| 9 470 | 9 505 | 9 717 | 9 413 |

| 2021  | - | - | - |
| ----- | - | - | - |
| 9 404 | - | - | - |

## Entreprises
Amherst est le centre d'affaires du comté de Cumberland, et la première ville qu'un visiteur venant du Nouveau-Brunswick rencontrera en arrivant en Nouvelle-Écosse. La ville a plusieurs grands et petits magasins. Il y a également des restaurants familiaux dans le centre-ville et divers bâtiments historiques. Grâce à la route 104, liée à la route transcanadienne, les restaurants près de la rue Albion sont des destinations populaires pour le public.

## Sport
L'équipe sportive la plus populaire à Amherst est l'Amherst Ramblers.

## Culture

### Personnalités
- Willard Boyle, inventeur du CCD (Charge-Coupled Device) ou dispositif à couplage de charge
- Bill Casey, homme politique
- Edward Barron Chandler (1800 - 1880), lieutenant-gouverneur du Nouveau-Brunswick, né à Amherst
- Robert C. Coates, homme politique
- Robert Barry Dickey, homme politique
- Leslie Feist, chanteuse
- Sandy Goss, nageur olympique
- Ernest Léger, quatrième archevêque de Moncton
- Rocky Johnson, lutteur professionnel
- Jonathan McCully, homme politique
- Willard M. Mitchell, artiste et architecte
- Peter Myles, compositeur de musique de films
- William Thomas Pipes (1850-1909), ancien premier ministre de la Nouvelle-Écosse
- Charles Tupper, premier ministre du Canada

### Amherst dans la culture
La localité est mentionnée dans le roman La Mariecomo de Régis Brun.

## Latitude et longitude
45° 49′ N, 64° 13′ O